# Victorino Pisso
Victorino Pisso fue un futbolista argentino. se desempeñó como arquero en Rosario Central, equipo con el que fue campeón de la Primera división del fútbol de Rosario.

## Carrera
Fue el arquero titular de Rosario Central en la mayor parte de la Copa Vila 1908, en la que se obtuvo el primer título oficial para el club de origen ferroviario; también participó en las copas nacionales que Central disputó ese año: la Copa de Honor y la Copa de Competencia. Luego perdió el puesto a manos de Augusto Winn.  Posteriormente jugó en Aprendices Rosarinos, institución de la que había sido uno de sus fundadores en 1907.

## Clubes
| Club                 | País      | Año       |
| -------------------- | --------- | --------- |
| Rosario Central      | Argentina | 1908-1910 |
| Aprendices Rosarinos | Argentina | 1911      |

## Palmarés
| Equipo          | Liga     | País      | Título    | Año  |
| --------------- | -------- | --------- | --------- | ---- |
| Rosario Central | Rosarina | Argentina | Copa Vila | 1908 |